# Casoyo
Casoyo (llamada oficialmente San Xulián de Casoio) es una parroquia y un lugar español del municipio de Carballeda de Valdeorras, en la provincia de Orense, Galicia.

## Toponimia
La parroquia también es conocida por el nombre de San Julián de Casoyo.

## Organización territorial
La parroquia está formada por una entidad de población:
- Casoio

## Demografía
Gráfica demográfica del lugar y parroquia de Casoyo según el INE español:
| Gráfica de evolución demográfica de Casoyo entre 2000 y 2022 |
|                                                              |
| Datos según el nomenclátor publicado por el INE.             |